# X Verleih
Die X Verleih AG (vielfach auch X-Verleih) ist ein deutscher Filmverleih mit Schwerpunkt Arthouse-Kino.

## Geschichte
X-Verleih wurde im Jahr 2000 von der Filmproduktion X Filme Creative Pool in Berlin gegründet. Ziel war und ist eine enge Zusammenarbeit von Regisseuren (unter anderem Tom Tykwer und Wolfgang Becker), Autoren, Produzenten und Verleihern in einer gemeinsamen Infrastruktur von der ersten Idee bis zum Kinostart. X Verleih bringt alle Produktionen der X Filme Creative Pool in die Kinos, engagiert sich aber auch in der Akquise, Entwicklung, Auswertung und im Einzelfall auch als Koproduzent weiterer Filme. Im Jahr 2001 schloss X Verleih ein Kooperationsabkommen mit der deutschen Dependance von Warner Bros. ab, das dem Verleih erlaubt, auf die Vertriebsstruktur von Warner zurückzugreifen und sich auch im Video- und DVD-Markt zu etablieren. Am 24. Mai 2019 gab der Aufsichtsrat bekannt, dass die Vorstandsvorsitzende Manuela Stehr und ihre Vorstandskollegen Andreas Dobers und Stefan Arndt ihre Mandate niedergelegt und das Unternehmen zum 30. April 2019 verlassen haben. Das deutsche Branchenblatt Blickpunkt:Film schrieb, auch nach ihrem Rückzug aus dem Unternehmen behielten Stehr und Arndt ihre Aktien an der X Verleih AG. Dem Unternehmensvorstand gehöre aktuell nur Martin Kochendörfer an. Das Impressum des offiziellen Webauftritts des Verleih listet inzwischen Leila Hamid als Vorstandsvorsitzende.

## Kinofilme
Schwerpunkt des Verleihprogramms sind deutschsprachige Arthouse-Filme und anspruchsvolle internationale Produktionen. Zu den mehr als 100 Filmen im Verleih gehören Tom Tykwers „Lola rennt“, Dani Levys „Alles auf Zucker!“, Wolfgang Beckers „Good Bye, Lenin!“, die Michael-Haneke-Produktionen „Das weiße Band“ und „Liebe“ sowie Tom Tykwers und Lana und Lilly Wachowskis „Cloud Atlas“. Weitere Filme im Verleih sind unter anderem „Black Box BRD“, „Die drei Räuber“, „Vor der Morgenröte“, „Das finstere Tal“, „Oh Boy“, „Wir sind die Neuen“ und „Ein Hologramm für den König“ oder „Female Pleasure“.

## Auszeichnungen
X-Verleih wurde in den Jahren 2003, 2006, 2011 und 2015 mit dem deutschen Verleiherpreis des Beauftragten der Bundesregierung für Kultur und Medien ausgezeichnet.